# Дамблдорова Армія

Дамблдорова Армія

Дамблдорова Армія (ДА) — таємна організація у книжках англійської письменниці Джоан Роулінг про чаклуна Гаррі Поттера. Виникає в п'ятій книжці про Поттера, що має назву «Гаррі Поттер і Орден фенікса».

## Виникнення
Ідея створення належить Герміоні Ґрейнджер та Ронові Візлі. Мета — протистояти впливу Міністерства магії на школу для чаклунів Гоґвортс. Міністерська працівниця Долорес Амбридж стала викладачкою захисту від темних мистецтв у Гоґвортсі та виключила всі практичні заняття з курсу свого предмета. Такі дії є нелогічними, зважаючи на те, що в цей час до світу чаклунів повернувся Темний Лорд Волдеморт. Для того, щоб захиститися від лихого чаклуна і було створено Дамблдорову Армію. Учителем на цих таємних зібраннях став Гаррі Поттер, адже саме він неодноразово зустрічався в сутичці із Волдемортом.
Небезпечним для магічної спільноти діям Міністерства магії протистояли Албус Дамблдор та його Орден фенікса. І Дамблдорова Армія також підтримувала бік директора Гоґвортсу.
Перше зібрання відбулося в «Кабанячій голові» у Гоґсміді. Туди Герміона та Рон запросили учнів школи. Їм вдалося переконати учнів, що Гаррі зможе стати гарним вчителем захисту від темних мистецтв, розповівши про його минулі «подвиги». Потім всі, хто вирішив вступити до таємної організації, розписалися у списку, який насправді виявився зачарованим Герміоною Ґрейнджер. Організація змушена була переховуватися від Долорес Амбридж, тому, якщо комусь із цього списку прийшло б у голову видати таємниці Дамблдорової Армії, у нього на обличчі з'явилися б великі фурункули.
Назву придумала Джіні Візлі:
|  | — Краще ДА, — втрутилася Джіні. — Тільки нехай це розшифровується, як «Дамблдорова Армія», бо Міністерство цього найбільше боїться, правда? |

## Діяльність організації
Зібрання організації проводилися в кімнаті на вимогу (кімната, що з'являється тільки тоді, коли хтось дуже хоче в неї потрапити, і містить в собі те, що замовляє людина). Про новий час зібрань члени організації дізнавалися за допомогою зачарованих монет, які придумала Герміона Ґрейнджер (які нічим не відрізнялися від звичайних, проте на них висвітлювалася нова дата зборів; ідея, як пізніше зізналась сама Герміона, була запозичена у смертежерів з їх мітками).
Організацію зрадила Марієтта Еджком — вона розповіла про її діяльність Долорес Амбридж. Тоді вину перед Міністерством на себе взяв Дамблдор. Проте це призупинило діяльність організації.
Деякі члени Дамблдорової Армії (Гаррі Поттер, Герміона Ґрейнджер, Рон Візлі, Джіні Візлі, Луна Лавґуд та Невіл Лонґботом) продемонстрували те, чого навчилися на зборах під час битви у відділі таємниць Міністерства магії зі смертежерами на чолі з Луціусом Мелфоєм та Белатрисою Лестранж.
Проте Дамблдорова Армія продовжила своє існування, коли директором Гоґвортсу став Северус Снейп. Тоді головою організації став Невіл Лонґботом. Здійснена спроба проникнути у кабінет директора і викрасти меч Ґрифіндору завершилась невдачею. Більшість членів ДА брали участь в битві за Гоґвортс.

## Члени організації
- Гаррі Поттер
- Герміона Ґрейнджер
- Рон Візлі
- Фред Візлі
- Джордж Візлі
- Джіні Візлі
- Невіл Лонґботом
- Луна Лавґуд
- Лі Джордан
- Дін Томас
- Шеймус Фініґан
- Парваті Патіл
- Падма Патіл
- Лаванда Браун
- Чо Чанґ
- Марієтта Еджком (зрадила, розповіла Долорес Амбридж)
- Захаріас Сміт
- Ерні Макмілан
- Джастін Фінч-Флечлі
- Алісія Спінет
- Кеті Бел
- Анжеліна Джонсонн
- Колін Кріві
- Деніс Кріві
- Анна Ебот
- Ентоні Ґольдштейн
- Майкл Корнер
- Террі Бут
- Сьюзен Боунз

## Джерело
- Книжки Дж. Ролінґ про Гаррі Поттера[недоступне посилання з травня 2019]